# ما بعد الإيمان
ما بعد الإيمان هي صيغة بديلة عن مصطلح الاألوهية والذي يرى أن مقابلة الايمان بالله بالإلحاد عفا عليها الزمن. وأن تصور الرب ينتمي إلى مرحلة ماضية من التطور البشري، وفي إطار اللاألوهية فإن ما بعد الإيمان يمكن أن يتناقض مع ضد الألوهية. يظهر المصطلح في اللاهوت الليبرالي المسيحي وما يعرف ب «ما بعد المسيحية».  
وفي محاضرة له في عام 1918 أعلن فرانك هيو فوستر أن الثقافة الحديثة وصلت إلى مرحلة ما بعد الإيمان التي استحوذت فيها البشرية على صلاحيات الوساطة والإبداع التي كانت مرتبطة بالله.
ويرى دنيس تيرنر أن كارل ماركس لم يختر الإلحاد على الإيمان ولكن رفض ثنائي “فيويرباشيان" الاختياري وهو الموقف الذي من خلاله يكون ما بعد التوحيد هو في الوقت نفسه بالضرورة ما بعد الإلحاد. على سبيل المثال، في إحدى النقاط قال ماركس "يجب أن يكون هناك القليل من التحقير مع مصطلح " الإلحاد " كما أصر على "الدين في حد ذاته هو بلا مضمون، فإنه لا يدين بوجوده إلى السماء ولكن إلى الأرض، ومع إبطال الواقع. الذي هو النظرية، فإنه سوف ينهار في حد ذاته .
وتشمل الأفكار ذات الصلة إعلان فريدريك نيتشه موت الإلة.

## أبرز المنظرين لما بعد الإيمان
- كارل ماركس
- فريدريك نيتشه